# جکی بید
جکی بید (فرانسوی: Jacky Bade‎؛ زادهٔ ۲ نوامبر ۱۹۴۵) بازیکن فوتبال اهل فرانسه است.

## باشگاهی
از باشگاه‌هایی که در آن بازی کرده‌است می‌توان به باشگاه فوتبال تولوز و باشگاه فوتبال پاری سن ژرمن اشاره کرد.

## تیم ملی
وی همچنین در تیم‌های ملی فوتبال تیم ملی فوتبال گوادلوپ و France national amateur football team بازی کرده‌است.